# Géants (Thorgal)
Pour les articles homonymes, voir Géant.
Géants est le vingt-deuxième tome de la série de bande dessinée Thorgal, dont le scénario a été écrit par Jean Van Hamme et les dessins réalisés par Grzegorz Rosiński.

## Synopsis
Thorgal, qui a perdu tout souvenir de sa vie et de sa famille, a complètement changé de vie sous l'influence de Kriss de Valnor, devenue son épouse : il est à présent Shaïgan-sans-merci, un seigneur bandit redouté. Mais Shaïgan ressent un mal-être diffus, qu'il comprend lorsqu'un prisonnier capturé par ses hommes, Galathorn de Brek Zarith, le reconnaît et lui fait comprendre qu'il a perdu la mémoire. Décidé à échapper à l'influence de Kriss, Thorgal réclame aux dieux de lui laisser une chance de retrouver ses souvenirs. Les dieux le mettent alors à l'épreuve en lui confiant une mission dangereuse, pour laquelle il doit s'aventurer dans le Jötunheim, le pays des géants.

## Publication
- Le Lombard, novembre 1996,  (ISBN 2-8036-1220-8)
- Le Lombard, septembre 2005,  (ISBN 2-80361-220-8)